# Bere
Bere, Bear (irl. An tOileán Mór) – wyspa w zatoce Bantry, przy południowo-zachodnim wybrzeżu Irlandii i wyspy o tej samej nazwie, ma powierzchnię 17,68km². Na wyspie do czasów II wojny światowej znajdowała się brytyjska baza wojskowa.
Wyspa położona jest w zatoce Bantry, w hrabstwie Cork, około 1,5 km od portu Castletownbere. Komunikacja z lądem utrzymywana jest za pomocą promów.
Najwyższym punktem na wyspie jest wzniesienie Knockanallig, o wysokości 270 m m.n.p. Główna miejscowość na wyspie to wieś Rerrin (Raerainn) na wschodnim brzegu.